# Skibsbevaringsfonden
Skibsbevaringsfonden er henlagt under kulturministeriet og blev stiftet den 1. maj 1986 af Træskibs-sammenslutningen, Nationalmuseet og Handels- og Søfartsmuseet.
Fonden blev oprettet ud fra ønsket om at yde et bidrag til bevaring og restaurering af karakteristiske danske fartøjer samt at øge forståelsen for de kulturhistoriske værdier som skibe og maritime miljøer repræsenterer.